# Charlotte Guillard
Charlotte Guillard (morta el 1557) va ser una de les primeres impressores que va dirigir la impremta Soleil d'Or a París. Annie Parent la va descriure com una "notabilitat de la Rue Saint-Jacques", el carrer del Barri Llatí on es trobava la botiga. Guillard va operar la seva pròpia editorial per a llibres teològics durant els seus dos períodes de viduïtat, és a dir, el 1519–20 i el 1537–57. Tot i que no va ser la primera impressora, succeint tant a Anna Rugerin d'Augsburg (1484) com a Anna Fabri d'Estocolm (1496), va ser la primera impressora amb una carrera significativament coneguda.